# Onosma heterophyllum
Onosma heterophyllum är en strävbladig växtart som beskrevs av August Heinrich Rudolf Grisebach. Onosma heterophyllum ingår i släktet Onosma och familjen strävbladiga växter. Inga underarter finns listade i Catalogue of Life.